# Jaime de Séguier
Jayme de Amorim Sieuve de Séguier  (Barcelos, 26 de junho de 1860 — 7 de junho de 1932) foi um escritor português. Filho de Carlos da Silva de Séguier e de Maria Casimira de Amorim Soares de Séguier.
Em Lisboa, colaborou em jornais e revistas como o «Jornal da Noite» ou o «Diário de Notícias», bem como no semanário Jornal do domingo  (1881-1883), na Renascença  (1878-1879?), e ainda em O Pantheon  (1880-1881). Como escritor publicou, entre outras obras, «Alegros e Adágios» (1883), coletânea de poesias.
Foi o autor do «Dicionário Prático Ilustrado» (Diccionário Prático Illustrado - Novo Diccionário Encyclopédico Luso-Brasileiro, título completo na ortografia original), publicado em 1910, em Portugal e no Brasil. Jayme de Séguier adota na primeira edição uma ortografia (e acentuação) em linha com muitas das regras que viriam a ser adotadas na Reforma Ortográfica de 1911. A obra, por vezes considerada uma tradução não oficial do dicionário francês Larousse, teve segunda e terceira edições em 1930 e 1946 e está na origem do «Dicionário Lello Prático Ilustrado», atualizado e aumentado por José Lello e Edgar Lello, cuja primeira edição é de 1952 e que, em 2009, foi adquirida pela Priberam, servindo de base para o  Dicionário Priberam da Língua Portuguesa.